# Ель-Атаріб (район)
Ель-Атаріб (араб. الأتارب) — район (мінтака) у Сирії, входить до складу провінції Алеппо. Адміністративний центр — м. Ель-Атаріб.
Адміністративно поділяється на 3 нохії.
| Сирія | Це незавершена стаття з географії Сирії. Ви можете допомогти проєкту, виправивши або дописавши її. |